# Robert Borden
Robert Laird Borden (26. června 1854 Grand-Pré – 10. června 1937 Ottawa) byl kanadský politik, v letech 1911–1920 premiér Kanady. Vedl Kanadu v době první světové války, kdy musel čelit tzv. odvodové krizi. Po válce čelil i krizi sociální.

## Život
Po střední škole byl krátce učitelem, později v jedné právní firmě složil advokátské zkoušky (1878) a začal se věnovat advokacii. V té době byl členem Liberální strany, kterou však v roce 1891 opustil a záhy vstoupil do Konzervativní strany (existující v letech 1867–1942), v níž se začal více politicky angažovat. V roce 1896 byl za konzervativce prvně zvolen do Kanadské Dolní sněmovny. V roce 1901 se stal předsedou Konzervativní strany a v roce 1911 ji přivedl k volebnímu vítězství, po němž převzal premiérský post. Za první světové války Kanada podpořila Brity sborem dobrovolníků, za což byl Borden roku 1915 jako poslední kanadský premiér v historii uveden britským panovníkem do šlechtického stavu. Po třech letech bojů se však ukázalo, že kanadský kontingent dobrovolníků nebude stačit, neboť ztráty byly obrovské. Borden tedy v roce 1917 nařídil povinné odvody do armády. To vyvolalo tzv. odvodovou (či konskriptivní) krizi. Ta mj. přeformátovala kanadskou politickou scénu, sám Borden založil novou Unionistickou stranu, která spojila pro-odvodové konzervativce a liberály. Větším problémem bylo, že kanadští muži začali odmítat do bojů chodit. 404 385 mužů bylo povoláno, z nichž 385 510 požádalo o zproštění této povinnosti. Věc měla ovšem i národnostní podtext, neboť největší odpor k těmto odvodům byl ve francouzsky mluvící části Kanady, která nechápala, proč umírat za britské zájmy (Kanada do války vstoupila automaticky jako britské dominium). Na přelomu března a dubna 1918 došlo i k násilným protestům v Québecu. Bordena vysvobodil z patové situace až konec války. Ihned po válce Borden zavedl volební právo pro ženy (jakkoli v Quebécu mohly reálně volit až v roce 1940). Po válce čelil i sociálnímu napětí, především Winnipegské generální stávce v roce 1919, jedné z největších v kanadských dějinách, do níž se zapojilo 30 000 dělníků. Borden proti stávkujícím nasadil Královskou severozápadní jízdní policii. Krvavé potlačení stávky je známo též jako Bloody Saturday. V roce 1920 se stáhl z politiky. Borden je jediným premiérem v kanadské historii pocházejícím z provincie Nové Skotsko. Je vyobrazen na kanadské stodolarové bankovce, v roce 2016 kanadská vláda nicméně oznámila, že při příštím redesignu bankovek tam už nebude.